# Laccadive
Le Laccadive (AFI: /lakkaˈdive/; Lakshadweep, malayalam: ലക്ഷദ്വീപ് traslitterazione: lakṣadvīp) costituiscono il più piccolo territorio dell'Unione Indiana. 
Situato nel Mar Arabico, consiste di dodici atolli corallini e numerose isolette che si trovano 200/300 km al largo della costa di Kerala. La superficie totale del territorio è di soli 32 km². Undici delle isole sono disabitate.
Il nome dell'arcipelago tradotto significa "centomila isole" (laksha "centomila" e dweep "isola"). Fino al 1973 il gruppo di isole era conosciuto con il nome di Isole Laccadive, Minicoy, e Amindivi (Malayalam: ലക്ഷദ്വീപ്, മിനിക്കോയ്, അമന്തീവ). Le Laccadive propriamente dette sono le isole centrali dell'arcipelago, le Isole Amindivi si trovano al nord e l'isola Minicoy al sud, vicino alle Maldive.

## Società

### Evoluzione demografica

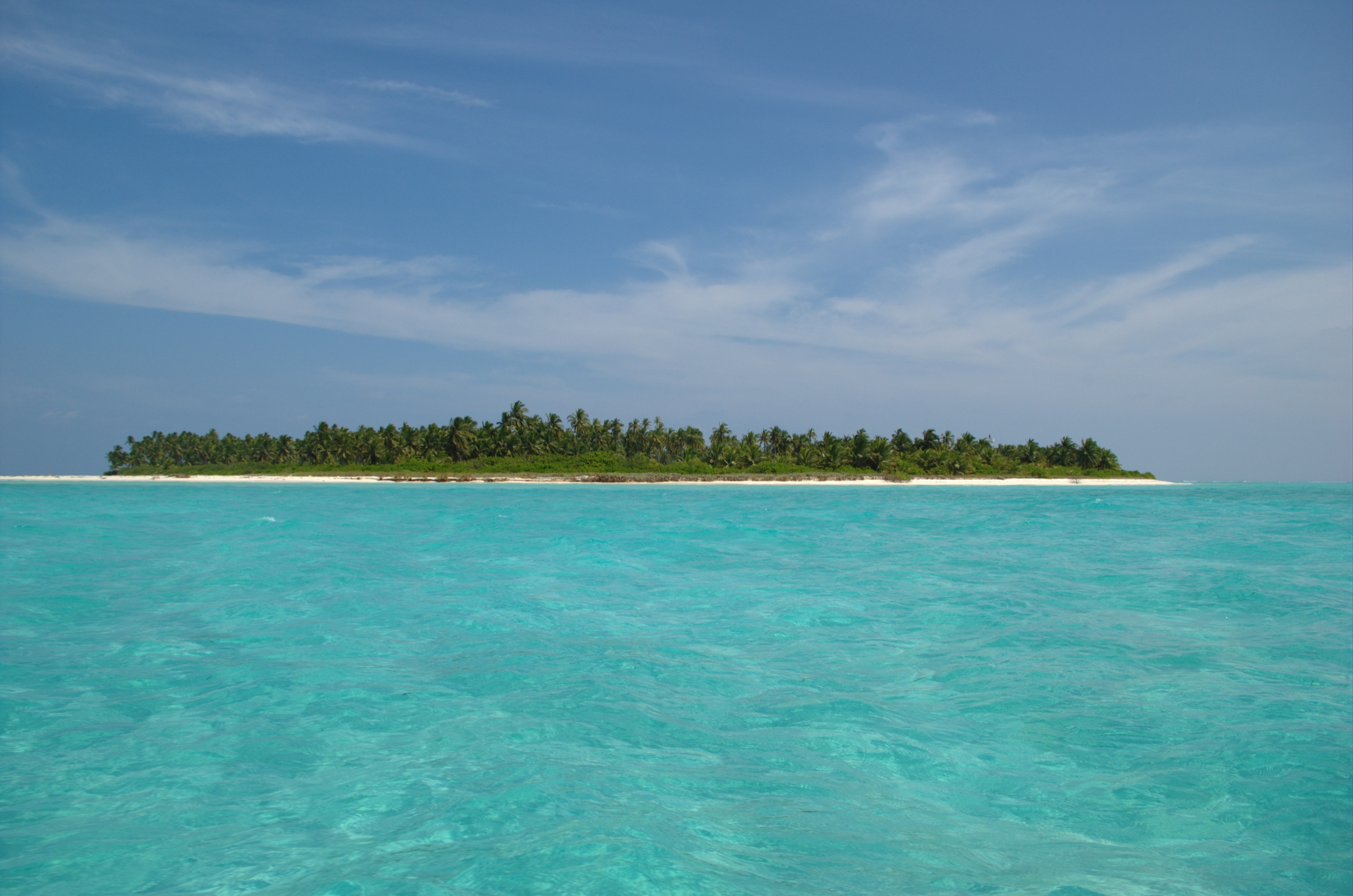
Un'isola disabitata delle Laccadive

Gli abitanti delle isole parlano un dialetto del malayalam. Secondo le leggende locali, essi discendono da alcuni mercanti che vennero trascinati sull'isola durante una tempesta. Nella loro lingua chiamano se stessi Div-i o Aminidivi ("dall'isola madre").
Gli isolani sono etnicamente simili agli abitanti delle coste di Kerala, ma hanno anche ricevuto l'influsso dei mercanti arabi.
Gli abitanti dell'Isola di Minicoy (l'isola più a sud) hanno molti tratti in comune con gli abitanti delle Maldive e parlano la lingua mahl, molto vicina al dhivehi maldiviano e di cui potrebbe essere un dialetto. La maggioranza della popolazione (93%) è musulmana, convertita dai mercanti arabi.

## Storia
Il primo occidentale a sbarcare sulle isole fu Vasco da Gama, ma furono i britannici i primi a esplorare l'area. Le isole sono inoltre menzionate con gran dovizia di particolari nelle storie del viaggiatore arabo Ibn Battuta. I portoghesi stabilirono un forte sull'isola nel maggio del 1498, ma gli abitanti si ribellarono e li cacciarono.
Le Isole Amindivi (Amini, Kadmat, Kiltan, Chetlat e Bitra) passarono sotto il dominio di Tipu Sultan nel 1787. In seguito passarono sotto il controllo inglese e vennero inserite nel distretto del Kannada Meridionale. Nel 1956 tutte le isole furono unite in un unico territorio, che poi nel 1973 cambiò il nome ufficiale da Laccadives a Lakshadweep.

## Politica

Mappa delle isole Laccadive

Il territorio è amministrato da un governatore designato dal governo centrale dell'India. Le Laccadive sono sotto la giurisdizione dell'Alta corte del Kerala a Ernakulam. Può eleggere un membro della Lok Sabha.
Nel 1983 venne cambiato il sistema amministrativo a livello comunale, fino ad allora strutturato in tehsils, e vennero introdotte le sottodivisioni fiscali (Revenue Sub-Divisions) delle quali 4 maggiori (Amini, Andrott, Kavaratti e Minicoy) e 5 minori (Agatti, Chetlat, Kadmat, Kalpeni e Kiltan). A capo dell'amministrazione comunale c'è un vice esattore (Deputy Collector) a Minicoy, un funzionario sottodivisionale in ognuna delle altre tre sottodivisioni maggiori e un funzionario sottodivisionale aggiunto in ognuna delle sottodivisioni minori; per quanto riguarda invece il sistema del panchayati raj, esso è strutturato su due livelli: un consiglio (panchayat) distrettuale e dieci consigli di villaggio, uno per ogni isola abitata..

## Economia
Il prodotto interno lordo delle Laccadive è stato nel 2004 di circa 60 milioni di dollari. Grazie al loro isolamento e allo splendido paesaggio le Laccadive stanno divenendo una rinomata meta turistica per gli Indiani, e il governo sta facendo il possibile per incoraggiare il turismo dato che le piccole dimensioni non permettono molte altre attività.

## Isole
Le isole abitate sono: Agatti, Amini, Andrott, Bitra, Chetlat, Kadmat, Kalpeni, Kavaratti, Kiltan e Minicoy. Bangaram era abitata al momento del censimento del 1991, ma nel 2001 risultò disabitata.
Le isole principali sono Kavaratti (dove è situata la capitale omonima), Agatti, Minicoy e Amini. Secondo il censimento del 2001 la popolazione del territorio è di 60.595. Ad Agatti è situato un aeroporto da cui partono voli diretti per Kochi, il Kerala o Ernakulam. I turisti necessitano di un permesso per visitare le isole e alcune di esse non sono comunque accessibili agli stranieri.
Altre isole sono Suheli e Pitti.